# Гумерово (Кушнаренковський район)
Гуме́рово (рос. Гумерово, башк. Ғүмәр) — присілок (у минулому село) у складі Кушнаренковського району Башкортостану, Росія. Входить до складу Горьківської сільської ради.
Населення — 184 особи (2010; 208 у 2002).
Національний склад:
- татари — 57 %
- башкири — 40 %